# フジテレビ系列日曜午後の競馬番組
フジテレビ系列日曜午後の競馬番組（ふじてれびけいれつにちようごごのけいばばんぐみ）は、フジテレビ系列にて北海道から静岡（北日本と東日本）、または、沖縄で毎週日曜15時（当日の競走編成により放送開始時刻が前倒しされる場合も有り）に放送している中央競馬の番組である。

## 番組の歴史
- 関東における民放テレビでの中央競馬中継は、1953年11月15日に東京競馬場で行われた天皇賞・秋を日本テレビが放送したのが最初で[1][2]、その後1956年4月8日の東京競馬の中継からラジオ東京テレビ（KRテレビ、現・TBSテレビ）が年8回（翌年は年16回）東京・中山開催の中継を行っていた[1]。その後1959年2月から3月にかけて日本教育テレビとフジテレビが相次いで開局すると、中央競馬中継はKRテレビからこの2局に移行された。当初は中山開催時がフジテレビ、東京開催時がNETテレビと分担して中継していたが、関西では京都・阪神競馬場開催分とも関西テレビが中継していたのに合わせ、関東も1962年からフジテレビに統一され[1]、現在に至っている。
- 福島県においては、福島テレビが開局した1963年より競馬中継の放送を続けている[3]。
- 新潟県においては、新潟競馬場が移転・再開した1965年より当時新潟県で唯一の民放テレビ局であった新潟放送（TBS系列）が放送していた[4]。その後、1968年にフジテレビ系列の新潟総合テレビ（現・NST新潟総合テレビ）が開局したが、当初はクロスネット局として開局した関係もあり新潟放送での放映が1999年まで続けられていたが、新潟競馬場の改修工事が行われるのを機に2000年1月から新潟総合テレビに放映が移行した。
- 北海道においては、札幌テレビ放送（STV）において1961年から1971年まで札幌・函館競馬開催の中継が行われていた[5]。1972年に北海道文化放送（UHB）がフジテレビ系列局として開局したのに合わせ、競馬中継もそちらに移行した。

## 現在放送している番組
- みんなのKEIBA（フジテレビ、2010年1月10日〜）
- KEIBAプレミア（北海道文化放送、2015年6月21日〜）
- エキサイティング競馬（福島テレビ、2004年4月3日〜）
- NSTみんなのKEIBA（NST新潟総合テレビ、2008年5月3日〜）

基本的に、15:00から16:00までの放送だが、GI競走が開催される日は放送を拡大したり、フジテレビ以外は日曜以外も放送が行われる場合がある。

## 過去放送していた番組
フジテレビ
- 競馬中継（1959年4月5日〜1985年6月9日）
- チャレンジ・ザ・競馬（1985年6月16日〜1987年3月29日）
- スーパー競馬（1987年4月5日〜2007年12月23日）
- みんなのケイバ（2008年1月6日〜2009年12月27日）

北海道文化放送
- uhb競馬中継（1972年〜1994年9月25日）
- ドラマチック競馬（1995年6月11日〜2014年9月7日）

福島テレビ
- 競馬中継（1963年8月4日〜2003年11月16日）

新潟総合テレビ
- NSTスーパー競馬（2001年9月30日〜2007年5月20日）